# Lluvia (película de 2008)
Lluvia es una película de drama romántico argentina de 2008 dirigida y escrita por Paula Hernández. Narra la historia de dos desconocidos que tienen un encuentro un día lluvioso en un auto, donde despiertan sentimientos personales. Está protagonizada por Valeria Bertuccelli y Ernesto Alterio. La película se estrenó el 20 de marzo de 2008 en las salas de cines de Argentina.

## Sinopsis
Luego de haber estado en una relación de 10 años, Alma se separa de su pareja y se lleva algunas de sus pertenencias haciendo de su auto su hogar temporal. Un día de mucha lluvia, Alma está en su vehículo atrapada en el tráfico y por la represión de la policía hacia un grupo de manifestantes. Inesperadamente, un hombre llamado Roberto sube a su auto todo herido pidiéndole que le deje estar ahí y sin tener dudas Alma se lo permite. A partir de este encuentro, la vida de ambos tomará un giro en el plano sentimental. 

## Elenco
- Valeria Bertuccelli como Alma
- Ernesto Alterio como Roberto
- Matías Umpierrez como Recepcionista del hotel
- Osvaldo Djeredjian como Mesero
- Alejo Mango como Taborda
- Edgardo Castro como Andrés
- Sebastián Mogordoy como Trabajador
- Félix Tornquist como Trabajador
- Carlos Defeo como Comediante
- María Ucedo como Ana
- Haydeé Padilla como Agente inmobiliario

## Recepción

### Comentarios de la crítica
La película recibió críticas mixtas a favorables por parte de la prensa. Horacio Bernades de Página 12 señaló que «Lluvia logra sostenerse por sí misma, debido a la convicción con que Hernández supo construir un tono, una distancia justa con sus personajes, un balanceo muy medido entre el secreto y la develación». Diego Batlle de Otros cines manifestó que «más allá de sus desniveles, este segundo largometrajes de ficción de la directora de Herencia tiene buenos momentos, climas logrados, una actriz notable (Valeria Bertuccelli) y un gran nivel estético».
En una reseña para Ámbito Financiero, Paraná Sendrós escribió «sin explosiones actorales, Valeria Bertucelli y Ernesto Alterio trabajan variaciones y medios tonos en un relato contenido, sutil, femenino, a veces con diálogos poco convincentes».

### Premios y nominaciones
| Lista de premios y nominaciones | Lista de premios y nominaciones                       | Lista de premios y nominaciones | Lista de premios y nominaciones | Lista de premios y nominaciones | Lista de premios y nominaciones |
| Año                             | Organización                                          | Categoría                       | Nominado/a(s)                   | Resultado                       | Ref(s)                          |
| ------------------------------- | ----------------------------------------------------- | ------------------------------- | ------------------------------- | ------------------------------- | ------------------------------- |
| 2008                            | Festival de Cine de Gramado                           | Premio del público              | Lluvia                          | Ganador                         | [ 8 ]                           |
| 2008                            | Festival de Cine de Gramado                           | Mejor fotografía                | Guillermo Nieto                 | Ganador                         | [ 8 ]                           |
| 2008                            | Festival Internacional de Cine de Kiev Molodist       | Mejor dirección                 | Paula Hernández                 | Ganadora                        | [ 9 ]                           |
| 2008                            | Premios Sur                                           | Mejor montaje                   | Rosario Suárez                  | Nominada                        | [ 10 ]                          |
| 2008                            | Premios Sur                                           | Mejor dirección de arte         | Mercedes Alfonsín               | Nominada                        | [ 10 ]                          |
| 2008                            | Premios Sur                                           | Mejor sonido                    | Martín Grignaschi               | Nominado                        | [ 10 ]                          |
| 2008                            | Premios Sur                                           | Mejor música original           | Sebastián Escofet               | Nominado                        | [ 10 ]                          |
| 2008                            | Festival Internacional de Cine de Mannheim-Heidelberg | Mención especial                | Lluvia                          | Ganador                         | [ 11 ]                          |
| 2008                            | Premios Clarín                                        | Mejor actriz                    | Valeria Bertuccelli             | Nominada                        | [ 12 ] [ 13 ]                   |
| 2008                            | Premios Clarín                                        | Mejor fotografía                | Guillermo Nieto                 | Ganador                         | [ 12 ] [ 13 ]                   |
| 2008                            | Festival de Cine Iberoamericano de Huelva             | Premio especial del jurado      | Lluvia                          | Ganador                         | [ 14 ]                          |
| 2008                            | Festival de Cine Iberoamericano de Huelva             | Mejor actriz                    | Valeria Bertuccelli             | Ganadora                        | [ 14 ]                          |
| 2009                            | Premios Cóndor de Plata                               | Mejor película                  | Lluvia                          | Nominado                        | [ 15 ]                          |
| 2009                            | Premios Cóndor de Plata                               | Mejor actriz                    | Valeria Bertuccelli             | Nominada                        | [ 15 ]                          |
| 2009                            | Premios Cóndor de Plata                               | Mejor actor                     | Ernesto Alterio                 | Nominado                        | [ 15 ]                          |
| 2009                            | Premios Cóndor de Plata                               | Mejor guion original            | Paula Hernández                 | Nominada                        | [ 15 ]                          |
| 2009                            | Premios Cóndor de Plata                               | Mejor fotografía                | Guillermo Nieto                 | Nominado                        | [ 15 ]                          |
| 2009                            | Premios Cóndor de Plata                               | Mejor montaje                   | Rosario Suárez                  | Nominada                        | [ 15 ]                          |
| 2009                            | Premios Cóndor de Plata                               | Mejor sonido                    | Martín Grignaschi               | Nominado                        | [ 15 ]                          |
| 2009                            | Muestra de Cine Argentino de Leipzig                  | Mención especial                | Lluvia                          | Ganador                         | [ 16 ]                          |
| 2009                            | Festival Pantalla Pinamar                             | Premio Signis                   | Lluvia                          | Ganador                         | [ 17 ]                          |